# 片岡宏雄
片岡 宏雄（かたおか ひろお、1936年6月15日 - 2021年12月6日）は、大阪府出身のプロ野球選手（捕手）・コーチ。
ヤクルトスワローズ元取締役編成部長。

## 経歴

### 選手時代
浪華商業高校では捕手として甲子園に3回出場。2年生時の1953年、エース中下悟（法大 - 日本石油）を擁し第25回選抜高等学校野球大会決勝に進むが、加藤昌利のいた洲本高に敗れ準優勝。同年夏の第35回全国高等学校野球選手権大会では準々決勝に進むが、この大会準優勝の土佐高に敗退。翌1954年の第26回選抜高等学校野球大会は藤田徳男（全鐘紡）とバッテリーを組み、1回戦は中京商のエース中山俊丈を攻略して辛勝。しかし2回戦では藤田と飯田長姫高の光沢毅との投げ合いとなり、0-1で完封負けを喫した。1年後輩のチームメイトに坂崎一彦、山本八郎らがいる。
1955年に立教大学に進学。1年先輩で「立教三羽ガラス」と呼ばれた杉浦忠、長嶋茂雄、本屋敷錦吾らとともに活躍し、特に杉浦の女房役としても有名だった。東京六大学野球リーグでは1957年春季リーグから4回連続優勝。1957年、1958年の全日本大学野球選手権大会で優勝。リーグ通算88試合出場、274打数60安打、打率.219、1本塁打。ベストナイン2回。
1959年に中日ドラゴンズへ入団。同期入団に江藤愼一、板東英二らがいる。吉沢岳男の控え捕手であったが、一軍での出場機会は少なく、1961年に国鉄スワローズへ移籍。ここにも根来広光がおり、出番はあまりなかった。1963年に現役引退。

### スカウト時代
引退後は産経新聞・夕刊フジの記者を経て、ヤクルトの一軍バッテリーコーチ（1971年, 1974年 - 1975年）を務めた。1972年からヤクルトのスカウトとなる。スカウト時代には若松勉、尾花高夫、伊東昭光、イケトラコンビ（池山隆寛・広沢克己）、古田敦也、高津臣吾、宮本慎也、稲葉篤紀などをスカウトした。その後は編成部長を歴任した。
1989年のドラフト会議では、同窓・立大野球部の黒須陽一郎に頼み込まれ、渋る当時の監督・野村克也を押し切って3位で縁故指名。しかし、黒須が交渉の結果入団を拒否し、ヤクルトは片岡の縁故指名のお蔭でみすみす上位指名枠を無駄にしてしまった。この件について片岡は後に「当初ヤクルトに黒須を獲得する気はなかったが、本人が『どうしても野球が捨てられない』と頼みに来たので、渋る野村監督を説得して指名した」、「それをひっくりかえしたからね。キャプテンがこんな人物ではと立大硬式野球部とは縁を切り、OB会も退会した」と黒須と立大にこそ責任があると後々まで主張している。この影響で立教大出身選手のヤクルトからのドラフト指名は、2016年ドラフトの菊沢竜佑まで27年間なかった。なお、菊沢は大卒後に複数チームを経ており、翌年に指名を受けた松本直樹も社会人野球を経ているため、それ以後も立教を卒業した直後にヤクルト入りしている選手はいない。
片岡はヤクルト球団を2003年をもって退団。翌2004年、週刊文春5月13日号で野村との9年間の確執・葛藤を語った。この週刊文春や別の雑誌インタビューでも、野村について「あの人は言う事がコロコロ変わる」と述べている。また、長嶋一茂がプロとして大成できなかった原因の一環に野村の存在があるとも述べ、指導者としての姿勢を批判している。2012年10月26日のスポーツニッポンの我が道では「かくてヤクルト入りした一茂内野手は思うような成績を残せないまま長嶋さんが監督復帰した93年に巨人へ移籍。96年オフに引退したが、素材としては肩やパワーなど父にも劣らないものを持っていた。「彼に親父さんの集中力があったら・・・。」今でもそう思う。」と述べている。
また、TBSテレビで放送された『ZONE』「洞察・古田敦也」にて、1989年シーズンオフに新監督に就任した野村がドラフト5日前のスカウト会議の場で「眼鏡のキャッチャーは要らん」「全日本のキャッチャーだからといってそんな簡単にプロでは使えない」「高校生捕手を獲ってくれ。わしが育てる」と古田の獲得を否定する発言をした事に対し、片岡は「ムッとした」ものの、片岡自身が古田に対しヤクルト一本に絞り他球団に断りを入れるよう説得していたこともあり「古田との約束を破る事になるのでそれはできない」と喰い下がったことを振り返った。ただし、元ヤクルトスカウトの鳥原公二は、当時のやりとりについて、野村とスカウト陣の間で議論があったことは認めているものの、野村は「メガネをかけているなぁ」とつぶやいただけで、眼鏡だからダメという話はなかったと思うと証言している。長嶋一茂はヤクルトスワローズ入団後に当時のチーフスコアラーに対して古田敦也を獲得しないのかと尋ねたが「眼鏡だから（目が悪いから）」と返されたと証言している。
指名順位については「本当は古田を（くじ引きで外れた野茂英雄の外れ）1位で指名したかった」が、野村の希望でピッチャーの西村龍次が外れ1位に指名され、結局2位での指名となったことを明かしている。
スカウティングの際に重視するのは、「野球に取り組む姿勢」であるという。
2021年12月6日、老衰のため死去。85歳没。11日に身内のみで葬儀・告別式が行われた。

## 詳細情報

### 年度別打撃成績
| 年 度     | 球 団     | 試 合 | 打 席 | 打 数 | 得 点 | 安 打 | 二 塁 打 | 三 塁 打 | 本 塁 打 | 塁 打 | 打 点 | 盗 塁 | 盗 塁 死 | 犠 打 | 犠 飛 | 四 球 | 敬 遠 | 死 球 | 三 振 | 併 殺 打 | 打 率 | 出 塁 率 | 長 打 率 | O P S |
| --------- | --------- | ----- | ----- | ----- | ----- | ----- | -------- | -------- | -------- | ----- | ----- | ----- | -------- | ----- | ----- | ----- | ----- | ----- | ----- | -------- | ----- | -------- | -------- | ----- |
| 1959      | 中日      | 3     | 2     | 1     | 0     | 0     | 0        | 0        | 0        | 0     | 0     | 0     | 0        | 0     | 0     | 1     | 0     | 0     | 0     | 0        | .000  | .500     | .000     | .500  |
| 1960      | 中日      | 13    | 3     | 3     | 0     | 0     | 0        | 0        | 0        | 0     | 0     | 0     | 0        | 0     | 0     | 0     | 0     | 0     | 1     | 0        | .000  | .000     | .000     | .000  |
| 1961      | 国鉄      | 10    | 7     | 7     | 0     | 2     | 0        | 0        | 0        | 2     | 0     | 0     | 0        | 0     | 0     | 0     | 0     | 0     | 2     | 1        | .286  | .286     | .286     | .571  |
| 1962      | 国鉄      | 3     | 1     | 1     | 0     | 0     | 0        | 0        | 0        | 0     | 0     | 0     | 0        | 0     | 0     | 0     | 0     | 0     | 0     | 0        | .000  | .000     | .000     | .000  |
| 通算：4年 | 通算：4年 | 29    | 13    | 12    | 0     | 2     | 0        | 0        | 0        | 2     | 0     | 0     | 0        | 0     | 0     | 1     | 0     | 0     | 3     | 1        | .167  | .231     | .167     | .397  |

### 背番号
- 5 （1959年 - 1960年）
- 26 （1961年 - 1963年）
- 63 （1971年）
- 70 （1974年 - 1975年）

## 関連情報

### 著書
- 『スカウト物語 神宮の空にはいつも僕の夢があった』（2002年10月：健康ジャーナル社）
- 『プロ野球スカウトの眼はすべて「節穴」である』（2011年2月：双葉社）
- 『エースの発掘、4番バッターの育て方 - プロ野球スカウトマンのメモ』（2013年9月：ぱる出版）